# هکنی ویک
latitudeهکنی ویکlongitudeهکنی ویک
هکنی ویک (به انگلیسی: Hackney Wick) یک ناحیه در لندن است که در منطقه هکنی لندن واقع شده‌است.
ایستگاه راه‌آهن هکنی ویک در این ناحیه قرار دارد.